# Pseudopodisma
Pseudopodisma is een geslacht van rechtvleugeligen uit de familie veldsprinkhanen (Acrididae). De wetenschappelijke naam van dit geslacht is voor het eerst geldig gepubliceerd in 1947 door Mishchenko.

## Soorten
Het geslacht Pseudopodisma omvat de volgende soorten:
- Pseudopodisma fieberi Scudder, 1897
- Pseudopodisma nagyi Galvagni & Fontana, 1996
- Pseudopodisma transilvanica Galvagni & Fontana, 1993